# Saint-Martin-d'Heuille
Saint-Martin-d'Heuille è un comune francese di 604 abitanti situato nel dipartimento della Nièvre nella regione della Borgogna-Franca Contea.

## Società

### Evoluzione demografica
Abitanti censiti